# A Electra le sienta bien el luto

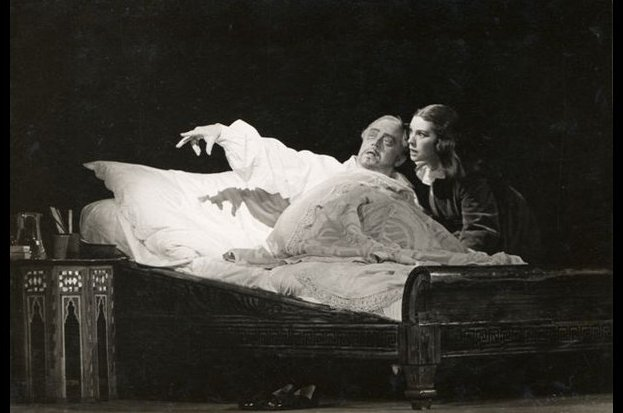
Puesta en escena de la obra en Hungría.

A Electra le sienta bien el luto (en inglés Mourning becomes Electra) es una obra del dramaturgo estadounidense Eugene O'Neill escrita en 1931. Fue estrenada en ese mismo año en el Guild Theatre de Nueva York. Llevada posteriormente al cine, sirvió de base a la ópera de Marvin David Levy (1967).
La historia de Electra sirve de inspiración a múltiples obras de autores diversos como Jean Paul Sartre, Marguerite Yourcenar o, en este caso, Eugene O'Neill.

## Argumento
Se trata de una trilogía ambientada en la Nueva Inglaterra de 1865, después de la guerra de Secesión de Estados Unidos, en la que los personajes de una familia, emulando a los héroes de las tragedias griegas, tienen que hacer frente a su turbulento destino en medio de una sociedad puritana. Se compone de tres partes denominadas Homecoming, The Hunted y The Haunted. En ellas se narra la vuelta de la guerra del patriarca Ezra a la enorme mansión de la familia Mannon, para encontrar un mundo totalmente diferente del que dejó al marchar al conflicto.
Considerada una de sus obras más ambiciosas, O’Neill toma como base una trilogía de Esquilo llamada La Orestiada, compuesta a su vez por tres partes: Agamenón, Las coéforas y Las Euménides. En un diario, O’Neill dejó clara su intención de introducir elementos de la Psicología de Freud y Jung.

## Personajes
En la obra, O’Neill usa un equivalente para cada personaje de La Orestiada según este esquema:
- Erza Mannon (Agamenón)
- Christine (Clitemnestra)
- Lavinia (Electra)
- Adam Brant (Egisto)
- Orin (Orestes)
- Ifigenia

## En cine
El director Dudley Nichols realizó una versión cinematográfica en 1947 de Mourning Becomes Electra de 121 minutos de duración (40 minutos menos en la versión en español) e interpretada por Rosalind Russell, Michael Redgrave, Kirk Douglas, Raymond Massey y la célebre trágica griega Katina Paxinou.

## En ópera
El compositor Marvin David Levy compuso una ópera sobre la obra con libreto de Henry Butler. Fue estrenada en el Metropolitan Opera de Nueva York el 17 de marzo de 1967 con éxito clamoroso consagrando a Evelyn Lear como Lavinia, Marie Collier y Sherrill Milnes dirigidos por Zubin Mehta. 
El estreno europeo fue en 1969 en Dortmund, Alemania y en 1998 se estrenó una versión revisada en la Opera Lírica de Chicago con Lauren Flanigan.

## Representaciones en España
Estreno el 28 de octubre de 1965 en el Teatro María Guerrero de Madrid. Fue dirigida por José Luis Alonso Mañés, e interpretada por Nuria Espert, Julia Gutiérrez Caba, Montserrat Carulla, Ana María Ventura, Margarita García Ortega, María Luisa Hermosa, Andrés Mejuto y Alfredo Alcón.
Volvió a representarse 40 años después con dirección de Mario Gas e interpretación de Constantino Romero, Emma Suárez, Maru Valdivieso, Eloy Azorín, Bea Segura y Emilio Gutiérrez Caba.
En 1986, Televisión española la emitió en formato miniserie, protagonizada por José María Rodero, María del Puy, Manuel Galiana, Carlos Lucena, Iñaki Miramón, José Luis Pellicena y Vicky Peña.